# Gnophos adjectaria
Gnophos adjectaria är en fjärilsart som beskrevs av Otto Staudinger 1897. Gnophos adjectaria ingår i släktet Gnophos och familjen mätare. Inga underarter finns listade i Catalogue of Life.